# Ariel Helwani
Ariel Helwani (Montréal, 8 luglio 1982) è un giornalista canadese di origine mediorientale specializzato nelle arti marziali miste.

## Biografia
Helwani è cresciuto in una famiglia ebraica a Mount Royal, nel Québec, e a Westmount. Ha frequentato la Akiva School e successivamente la Herzliah High School; nel 2004 si è laureato in scienze della comunicazione all'Università di Syracuse, nello stato di New York. Sua madre viene dal Libano mentre suo padre è egiziano. Oltre all'inglese parla anche il francese. Attualmente vive a Brooklyn con la moglie e i due figli.
Si occupa di MMA dal 2006 e attualmente lavora per il sito specializzato MMAFighting.com; precedentemente ha lavorato nel programma della Fox Sports UFC Tonight. In passato è stato co-conduttore del programma radiofonico Fight Club mentre successivamente conduce il podcast The MMA Hour e lo show YouTube MMA Beat.
Il 4 giugno 2016 Helwani e due colleghi sono stati scortati fuori dall'evento UFC 199 prima del main event e successivamente banditi a vita dagli show della UFC per aver rivelato prima dell'organizzazione stessa, e senza chiedere il permesso di quest'ultima, che l'ex campione dei pesi massimi Brock Lesnar sarebbe tornato a combattere al successivo UFC 200; il 6 giugno, tuttavia, la decisione (contro cui si sono espressi, tra gli altri, Jon Jones, Chris Weidman e Daniel Cormier, amico personale del giornalista) è stata revocata dalla federazione, che ha comunque espresso il suo disappunto per la condotta di Helwani e colleghi. Helwani aveva comunicato la sua versione dei fatti in un podcast, nel quale non è riuscito a trattenere le lacrime temendo per la fine della sua carriera, rivelando che, dopo essere stato allontanato, è stato condotto dal presidente UFC Dana White, che lo ha accusato di avere un atteggiamento troppo negativo, per poi scoprire successivamente che la decisione era stata presa dal proprietario dell'organizzazione Lorenzo Fertitta.

## Premi e riconoscimenti
World MMA Awards
- MMA Journalist of the Year (2010-2015)

FIGHT! Magazine
- Power 20 (2011)

Awakening WMMA Awards
- Journalist of the Year (2014)